# William Joseph Murray
William Joseph "Bill" Murray III (25 de maio de 1946) é um autor estadounidense, ministro batista e lobista conservador social que atualmente atua como presidente da Religious Freedom Coalition, uma organização sem fins lucrativos em Washington, D.C., ativa em questões relacionadas a ajudar os cristãos nos países islâmicos e comunistas. Filho da ativista atéia Madalyn Murray O'Hair, Murray desempenhou um papel importante ao lado da mãe para o fim da oração obrigatória nas escolas públicas em 1963.

## Biografia
William J. Murray III nasceu em Ohio em 1946, filho de William J. Murray Jr. e Madalyn Murray O'Hair, uma ativista ateia  que ganhou à atenção nacional em 1960 quando iniciou com um processo judicial no Supremo Tribunal dos Estados Unidos, afirmando que a oração compulsória e a leitura da Bíblia nas escolas públicas eram inconstitucionais. O caso dos Murrays, Murray v. Curlett, foi finalmente desdobrado no Abington School District v. Schempp, uma decisão histórica de 1963 que impediu a leitura bíblica obrigatória nas escolas públicas porque esta seria inconstitucional.
Ao longo de sua vida, Murray trabalhou em várias indústrias no setor privado, incluindo a indústria aeronáutica.
Murray tornou-se cristão em 1980. Ao saber sobre sua conversão, sua mãe comentou:
Madalyn, seu filho Jon Garth Murray e sua neta Robin (filha de William), foram sequestrados e posteriormente assassinados pelo ex-funcionário dos American Atheists, David Roland Waters em 1995.